# 인크루트
인크루트(Incruit)는 대한민국의 인터넷서비스 이자 취업포털이다. 1998년 6월 모든 사람들이 일자리를 얻도록 하자는 취지에서 인터넷으로 이력서와 채용정보가 연결되는 인터넷 채용 시스템을 개설하여, 오프라인 중심의 채용시장을 인터넷 기반으로 변화시키는 초석을 마련하였다. 구직자를 위한 인터넷 이력서, 채용정보, 아르바이트정보, 교육정보, 취업관련 뉴스 및 자료실, 채용기업을 위한 인터넷 채용 솔루션을 제공하고 있다.
현재 취업포털 인크루트, 기업주문형 긱웍커플랫폼 뉴워커, 채용SW 인크루트웍스, 헤드헌팅플랫폼 셜록N 등을 서비스 중이다.

## 기타

### 국제 파트너십
- 미국 - CareerBuilder

### 스폰서 지원
- 인크루트 스타리그 2008